# Waiting on a War
Waiting on a War è un singolo del gruppo musicale statunitense Foo Fighters, pubblicato il 14 gennaio 2021 come terzo estratto dal decimo album in studio Medicine at Midnight.
Il brano ha vinto il Grammy Award alla miglior canzone rock alla 64ª edizione dei Grammy Award.

## Descrizione
Il brano è stato definito dal frontman Dave Grohl come quello più distintivo del gruppo all'interno dell'album, avendo tutti gli elementi principali che hanno contraddistinto la loro carriera. Musicalmente si tratta di una tipica power ballad, con un'introduzione soft dominata dalla voce di Grohl, dalla chitarra acustica e dagli strumenti ad arco che sfocia in una sezione più sostenuta e dominata dalle chitarre.

Il testo è invece stato scritto nell'autunno del 2019, nel pieno processo di realizzazione di Medicine at Midnight, a seguito di una discussione tra Grohl e la figlia, con quest'ultima che gli domandò se gli Stati Uniti d'America stessero entrando in guerra a causa delle tensioni tra il paese e la Corea del Nord:

## Video musicale
Il video, diretto da Paola Kudacki, è stato presentato il 19 gennaio 2021 attraverso il canale YouTube del gruppo e mostra un gruppo di ragazzi le cui vite spensierate sono state portate a termine da alcuni politici avidi. Con il crescendo del brano, i ragazzi si rialzano e decidono di ribellarsi e combattere per avere un futuro migliore. Oltre a queste scene, nel video vengono mostrati anche i Foo Fighters stessi intenti ad eseguire il brano in un'ambientazione deserta.

## Tracce
1. Waiting on a War – 4:13

## Formazione
Gruppo
- Dave Grohl – voce, chitarra
- Taylor Hawkins – batteria
- Nate Mendel – basso
- Chris Shiflett – chitarra
- Pat Smear – chitarra
- Rami Jaffee – tastiera

Altri musicisti
- Barbara Gruska – cori
- Samatha Sidley – cori
- Laura Mace – cori
- Inara George – cori
- Violet Grohl – cori
- Omar Hakim – percussioni
- Greg Kurstin – arrangiamento strumenti ad arco
- Songa Lee – violino
- Charlie Bisharat – violino
- Alma Fernandez – viola
- Jacob Baun – violoncello

Produzione
- Greg Kurstin – produzione
- Foo Fighters – produzione
- Alex Pasco – assistenza tecnica
- Darrell Thorp – ingegneria del suono
- Mark "Spike" Stent – missaggio
- Matt Wolach – assistenza al missaggio
- Randy Merrill – mastering

## Classifiche
| Classifica (2021)                | Posizione massima |
| -------------------------------- | ----------------- |
| Belgio (Vallonia)                | 96                |
| Canada (rock)                    | 1                 |
| Regno Unito                      | 53                |
| Stati Uniti (alternative)        | 8                 |
| Stati Uniti (hard rock)          | 1                 |
| Stati Uniti (mainstream rock)    | 1                 |
| Stati Uniti (rock & alternative) | 18                |

## Date di pubblicazione
| Paese                 | Data di pubblicazione | Formato                      |
| --------------------- | --------------------- | ---------------------------- |
| Mondo                 | 14 gennaio 2021       | Download digitale, streaming |
| Italia                | 22 gennaio 2021       | Airplay                      |
| Stati Uniti d'America | 2 febbraio 2021       | Airplay                      |